# Manuel Edgardo Ávalos
Manuel Edgardo Ávalos är en ort i Mexiko.   Den ligger i kommunen Tlachichuca och delstaten Puebla, i den sydöstra delen av landet, 190 km öster om huvudstaden Mexico City. Manuel Edgardo Ávalos ligger 2 811 meter över havet och antalet invånare är 1 056.
Terrängen runt Manuel Edgardo Ávalos är varierad. Runt Manuel Edgardo Ávalos är det ganska tätbefolkat, med 120 invånare per kvadratkilometer. Närmaste större samhälle är Ciudad Serdán, 10,4 km sydväst om Manuel Edgardo Ávalos. Trakten runt Manuel Edgardo Ávalos består till största delen av jordbruksmark.